# Canthidium muticum
Canthidium muticum är en skalbaggsart som beskrevs av Karl Henrik Boheman 1858. Canthidium muticum ingår i släktet Canthidium och familjen bladhorningar. Inga underarter finns listade.